# Zell am Harmersbach
Zell am Harmersbach con sus barrios Unterharmersbach, Unterentersbach y Oberentersbach es una pequeña ciudad de unos 8.000 habitantes en el distrito de Ortenau en Baden-Wurtemberg, Alemania. El arroyo Harmersbach es un afluente del Kinzig en la Selva Negra Central. Zell y sus barrios están ubicados a la salida del valle del Harmersbach.

## Historia
Fue una de las ciudades libres imperiales del Sacro Imperio, hasta su anexión en 1803 al Electorado de Baden.

## Puntos de interés
- La granja de Fürstenberg (Fürstenberger Hof) alberga un museo sobre la vida agrícola en el pasado.[3]
- La mansión Haiss (Villa Haiss), clasificada como patrimonio nacional, alberga un museo de arte.[4]
- La torre de las cigüeñas (Storchenturm) fue construida en 1462 como parte de la antigua fortificación de la ciudad.[5]
- El Museo Torre de las Cigüeñas (Storchenturmmuseum) se encuentra en la torre y en edificios al lado. Es un museo local sobre la historia de la ciudad.[6]
- La iglesia de peregrinación María de las Cadenas (Maria zu den Ketten) fue construida en 1480 y renovada en el siglo XVIII.[7]